# Championnat d'Albanie de football 1988-1989
Navigation
Championnat d'Albanie 1987-88 Championnat d'Albanie 1989-90
Le Championnat d'Albanie de football de Kategoria Superiore 1988-1989 est la 48e édition de ce championnat.

## Saison régulière
| Rang | Équipe            | Pts | J  | G  | N | P  | Bp | Bc | Diff |
| ---- | ----------------- | --- | -- | -- | - | -- | -- | -- | ---- |
| 1    | 17 Nëntori Tirana | 32  | 22 | 14 | 4 | 4  | 39 | 18 | +21  |
| 2    | Partizan Tirana   | 30  | 22 | 13 | 4 | 5  | 33 | 17 | +16  |
| 3    | Dinamo Tirana     | 30  | 22 | 12 | 6 | 4  | 29 | 19 | +10  |
| 4    | Apolonia Fier     | 27  | 22 | 10 | 7 | 5  | 29 | 10 | +19  |
| 5    | Besëlidhja Lezhë  | 24  | 22 | 10 | 4 | 8  | 28 | 24 | +4   |
| 6    | Labinoti Elbasan  | 23  | 22 | 9  | 5 | 8  | 27 | 25 | +2   |
| 7    | Vllaznia Shkodër  | 22  | 22 | 9  | 4 | 9  | 28 | 26 | +2   |
| 8    | Flamurtari Vlorë  | 20  | 22 | 9  | 2 | 11 | 26 | 30 | -4   |
| 9    | Lokomotiva Durrës | 16  | 22 | 5  | 6 | 11 | 16 | 31 | -15  |
| 10   | Besa Kavajë       | 15  | 22 | 7  | 1 | 14 | 27 | 36 | -9   |
| 11   | Skënderbeu Korçë  | 14  | 22 | 4  | 6 | 12 | 14 | 30 | -16  |
| 12   | Traktori Lushnja  | 11  | 22 | 3  | 5 | 14 | 12 | 42 | -30  |

## 2etour

### Groupe A
| Rang | Équipe            | Pts | J  | G  | N  | P  | Bp | Bc | Diff |
| ---- | ----------------- | --- | -- | -- | -- | -- | -- | -- | ---- |
| 1    | 17 Nëntori Tirana | 48  | 32 | 21 | 6  | 5  | 58 | 25 | +33  |
| 2    | Partizan Tirana   | 45  | 32 | 18 | 9  | 5  | 48 | 23 | +25  |
| 3    | Dinamo Tirana     | 42  | 32 | 16 | 10 | 6  | 46 | 31 | +15  |
| 4    | Apolonia Fier     | 33  | 32 | 12 | 9  | 11 | 36 | 24 | +12  |
| 5    | Labinoti Elbasan  | 31  | 32 | 12 | 7  | 13 | 37 | 37 | 0    |
| 6    | Besëlidhja Lezhë  | 27  | 32 | 10 | 7  | 15 | 33 | 46 | -13  |

|  | Champion |

### Groupe B
| Rang | Équipe            | Pts | J  | G  | N  | P  | Bp | Bc | Diff |
| ---- | ----------------- | --- | -- | -- | -- | -- | -- | -- | ---- |
| 7    | Vllaznia Shkodër  | 37  | 32 | 14 | 9  | 9  | 46 | 33 | +13  |
| 8    | Flamurtari Vlorë  | 32  | 32 | 13 | 6  | 13 | 33 | 36 | -3   |
| 9    | Besa Kavajë       | 26  | 32 | 11 | 4  | 17 | 36 | 47 | -11  |
| 10   | Lokomotiva Durrës | 25  | 32 | 7  | 11 | 14 | 26 | 40 | -14  |
| 11   | Skënderbeu Korçë  | 21  | 32 | 6  | 9  | 17 | 21 | 43 | -22  |
| 12   | Traktoria Lushnja | 17  | 32 | 4  | 9  | 19 | 19 | 54 | -35  |

|  | Relégué |

## Bilan de la saison
| Tableau d'Honneur                 |                   |
| Compétition                       | Vainqueur         |
| Championnat d'Albanie de football | 17 Nëntori Tirana |
| Coupe d'Albanie de football       | Dinamo Tirana     |

| Promotions et relégations     |                                    |
| Relégués en First Division    | Skënderbeu Korçë Traktori Lushnja  |
| Promus en Kategoria Superiore | Luftëtari Gjirokastër Tomori Berat |